# Acanthoproctus diadematus
Acanthoproctus diadematus (muỗm Namibia) là một loài muỗm sống ở mặt đất đặc hữu sa mạc Namib ở phía nam châu Pho, nơi nó sinh sống ở các đụn cát cao dọc theo sông Kuiseb ở vườn quốc gia Namib-Naukluft. Loài muỗm này ăn Acanthosicyos horridus đặc hữu ở khu vực này.